# Guinn Smith
Guinn Smith   (McKinney, 2 de maig de 1920 - San Francisco, 20 de gener de 2004) va ser un atleta estatunidenc, especialista en el salt de perxa, que va competir durant la dècada de 1940.
S'inicià com a saltador d'alçada, però un cop a Berkeley va decidir fer el canvi a la perxa perquè tenia molta rivalitat en l'equip d'alçada. El 1936 va prendre part en els Jocs Olímpics d'Estiu de Berlín, on va guanyar la medalla d'or en la prova del salt de perxa del programa d'atletisme. Fou el darrer en guanyar aquesta competició amb una perxa de bambú.
En el seu palmarès també destaca el campionat de l'IC4A de 1940 i el de la NCAA de 1941. Després de graduar-se el 1942 va servir com a pilot d'aviació durant la Segona Guerra Mundial a Àsia. En tornar a la competició, l'any 1947, va guanyar el títol de l'AAU en pista coberta.

## Millors marques
- Salt d'alçada. 1,95 metres (1941)
- Salt de perxa. 4,47 metres (1948)[2]